# Isaac Albéniz

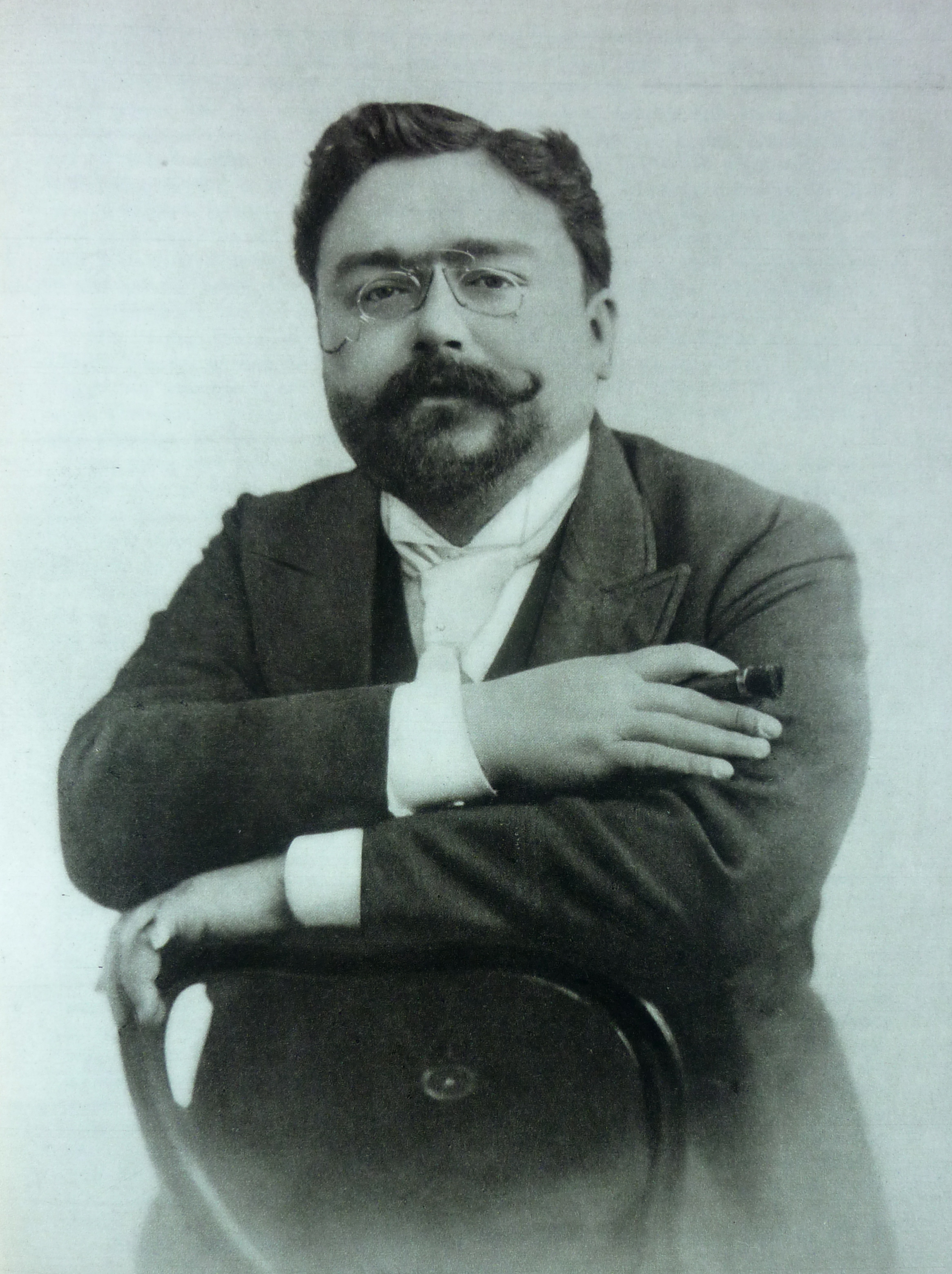
Isaac Albéniz, 1901

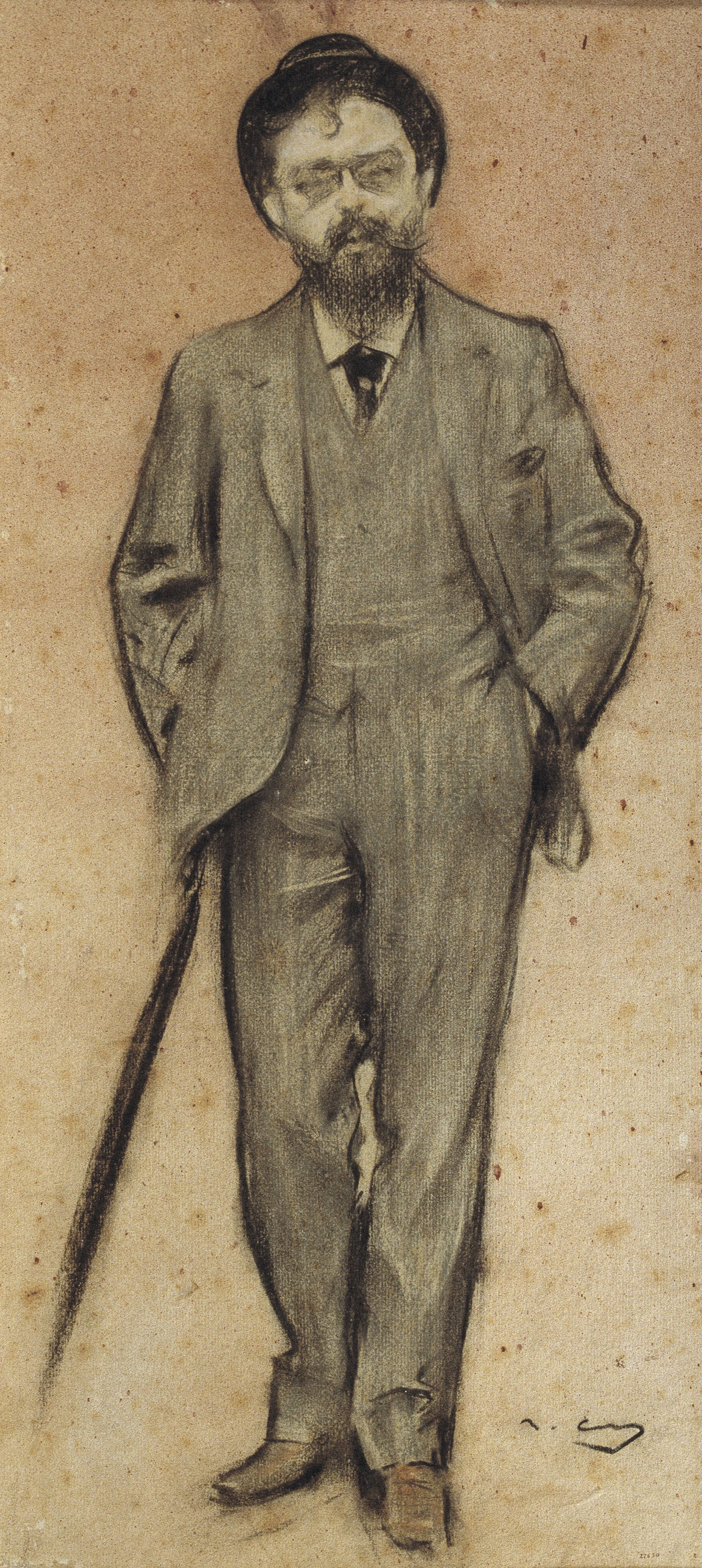
Albéniz, vom Ramon Casas (MNAC).

Isaac Manuel Francisco Albéniz y Pascual [iˈsak alˈβeniθ] (* 29. Mai 1860 in Camprodon, Girona; † 18. Mai 1909 in Cambo-les-Bains, Département Pyrénées-Atlantiques, Frankreich) war ein spanischer Komponist und Pianist.

## Leben
Der Steuerverwalter Ángel Albéniz und seine Ehefrau Dolores Pascual waren seine Eltern. Am 3. Juni 1860 wurde Isaac Albéniz als Isaac Manuel Francisco getauft. Seine Schwester gab ihm schon im Alter von einem Jahr ersten Klavierunterricht. Er begann seine Karriere als Wunderkind am Klavier mit dem ersten öffentlichen Konzert, bei welchem er improvisierte, im Alter von vier Jahren. Im Alter von sechs Jahren sollte er seine Klavierstudien am Pariser Konservatorium bei Antoine François Marmontel fortsetzen. Obwohl er aus musikalischer Sicht aufgenommen worden wäre, wurde seine Ausbildung wegen Unreife ausgesetzt, nachdem er ein Fenster mit einem Ball zertrümmert hatte. Er kehrte nach Spanien zurück und konzertierte die nächsten drei Jahre ununterbrochen. Seine Eltern präsentierten ihn dabei verkleidet als Musketier mit Rapier an der Seite. Auf dem Klavier führte er verschiedene Kunststücke auf, beispielsweise mit verbundenen Augen, verschränkten Armen, mit dem Rücken zum Klavier sitzend zu spielen oder mit der Oberseite der Finger zu spielen. Als Albéniz acht Jahre alt wurde, verlegte seine Familie den Wohnsitz nach Madrid, damit er das dortige Konservatorium besuchen konnte. Schon bald lief er von zu Hause fort, zunächst innerhalb Spaniens, und finanzierte sich durch spontane Konzerte.
Schließlich floh er im Alter von zwölf Jahren als blinder Passagier auf einem Schiff nach Amerika mit Ziel Puerto Rico. Er versuchte die Überfahrt mit seinem Klavierspiel zu bezahlen, aber trotz Spenden der Mitpassagiere musste er schon in Buenos Aires von Bord. Hier erfuhr er Hunger und Elend, bis ihn ein spanischer Landsmann beim Klavierspielen in einem Café entdeckte. Dieser ermöglichte ihm eine Konzerttournee durch Südamerika. Von da an ging es aufwärts. Als er ein Jahr später in die spanische Kolonie Kuba nach Havanna ging, reiste er schon mit einem kleinen Vermögen von 10.000 Francs. Bei einem Konzert in Santiago wurde er jedoch von der Polizei verhaftet und zu seinem Vater nach Havanna gebracht. Dieser war dort als Beamter tätig. Er erlaubte seinem Sohn seine Tournee fortzusetzen, die ihn als Nächstes nach New York führte. Dank seiner Vaudeville-Tricks hatte er einen gewissen Erfolg, der ihn 1874 bis San Francisco, seiner zunächst letzten Station in Amerika führte.
Nach seiner Rückkehr in Europa in Liverpool kam er über London nach Leipzig. Hier wollte er am Konservatorium seine Technik perfektionieren. Er studierte zunächst neun Monate unter anderem Komposition bei Carl Reinecke und Salomon Jadassohn. Geldmangel zwang ihn zurück nach Spanien. Hier wollte er zunächst seine Studien weiterführen, doch die Abenteuerlust führte ihn als Klavierbegleiter wieder nach Amerika. Wieder zurück in Spanien begegnete er dem spanischen Aristokraten und Komponisten Guillermo Morphy (1836–1899). Dieser stellte ihn König Alfons XII. vor, der ihm eine Pension gewährte. Diese ermöglichte es Albéniz, in Brüssel zu studieren, wo er den spanischen Geiger Enrique Fernández Arbós kennen lernte. Albéniz lebte im Haushalt, der von Arbós Mutter geführt wurde. Die beiden jungen Musiker wurden enge Freunde. Sie musizierten zusammen, und Arbos machte die Hauptwerke des Pianisten durch seine Orchestrierungen bekannt. Albéniz geriet aber in schlechte Gesellschaft und vernachlässigte seine Studien. Mit einem Südamerikaner, den er in Brüssel kennengelernt hatte, ersann er gemeinsam die fixe Idee, ihr ganzes Geld zu verprassen und am Ende Selbstmord zu begehen. Arbos konnte, nachdem er davon erfahren hatte, ihn mit anderen Freunden davor bewahren. Albéniz selbst wurde der Ernst der Lage bewusst, als die Leiche des Südamerikaners im Bois de la Cambre aufgefunden wurde, nachdem dieser sich selbst erschossen hatte.
Von da an betrieb er seine Studien wieder mit dem notwendigen Ernst und bereitete sich gewissenhaft auf die in Kürze anstehenden Prüfungen vor, die er mit einem Ersten Preis abschloss. Jetzt trennten sich ihre Wege. Während Arbos zu Joseph Joachim nach Berlin ging, entschloss sich Albéniz, sein Klavierspiel bei Franz Liszt zu perfektionieren.  Dieser war von Albéniz’ Klavierspiel derart angetan, dass Albéniz seine Studien bei Liszt weiterführte. Er soll bei Liszt in Weimar gewesen sein und ihn nach Rom begleitet haben. 1880 brach Albéniz wieder zu einer Konzerttournee nach Amerika auf. Diese führte ihn nach Kuba, Mexiko, Argentinien und schließlich wieder nach Spanien. Sein Repertoire dieser Zeit bestand aus Werken von Bach und Händel, Haydn, Mozart und Beethoven, Schubert, Schumann, Weber und Mendelssohn, aber auch aus älterer Musik, beispielsweise wie von Scarlatti, Rameau und Couperin. Auch Werke von Chopin, Moscheles, Ries, Dussek, Rubinstein, Heller, Grieg, Mayer, Liszt und Brassin. Hinsichtlich spanischer Musik spielte er zwei Capricen seines Förderers Morphy, einen Trauermarsch von Bretón und ungefähr fünfzig eigene Kompositionen. Als erste Komposition im Druck erschien ein Marche héroïque beim Verleger Romero, den er in dieser Phase bis 1883 mit Kompositionen, vor allem mit Salonmusik, überhäufte.
Von 1883 bis 1885 lebte Albéniz in Barcelona. Hier war ein Wendepunkt seines Schaffens. Sein Kompositionslehrer Felip Pedrell veranlasste ihn, im nationalspanischen Stil zu komponieren. 1883 heiratete er Rosina Jordana, eine seiner Schülerinnen aus einer musikalischen französisch-pyrenäischen Familie. Mit ihr hatte er drei Kinder. Sein Sohn Alfonso kam 1885, die Töchter Enriqueta 1889 und Laura 1890 auf die Welt. Laura, eine begabte Malerin, begleitete er oft mit dem Klavier beim Tanz. Da sie viele Sprachen erlernte, übernahm sie seine Korrespondenz und wurde seine Sekretärin. Bei Börsenspekulationen verlor er sein gesamtes Vermögen und musste in die Pyrenäen fliehen. Durch seine Konzerttätigkeit kam er wieder auf die Füße, mied aber Barcelona und ging wieder nach Madrid. Hier gab er viele Konzerte und wurde „Spanischer Rubinstein“ genannt. Sein Ruf eilte ihm nach Paris und London voraus. 1889 erhielt er ein Engagement bei dem Klavierbauer Érard. Eine Konzerttournee führte ihn darauf nach London und in mehrere englische Städte. 1893 konzertierte er in London, Brüssel und Berlin. Nach einem längeren Aufenthalt  in London ließ er sich schließlich auf Bitten seiner Frau dauerhaft in Paris nieder. Albéniz verstand es, die Rhythmik spanischer und andalusischer Volksmusik in seinen Klavierwerken zu verarbeiten. So gilt Albéniz als der Begründer des spanischen Nationalstils, der folkloristische Elemente mit einem virtuosen Klaviersatz verbindet, der mitunter aber auch zum salonhaften Genre neigt.
1893 kehrte Isaac Albéniz wieder zurück nach Spanien. 1902 ging er nach Paris und blieb in Frankreich bis zu seinem Tod im Jahr 1909. In Paris vollendete er seine Kompositionsstudien bei Vincent d’Indy und Paul Dukas. Er reifte hier zum fertigen Komponisten heran und fand schließlich zu seinem eigenen Stil.
Cécilia Ciganer-Albéniz, frühere Ehefrau des ehemaligen französischen Präsidenten Nicolas Sarkozy, ist eine Urenkelin von Isaac Albéniz.

## Kompositorisches Schaffen

### Klavierwerke bis 1904
Albéniz komponierte bis zum Jahr 1904 hunderte Salonstücke für Klavier, teilweise „technisch einfach,[...] mäßig virtuos, von bescheidenem geistigen Rang“. Vor allem die Spieltechnik und Klangfarbe der Gitarre lassen sich immer wieder als Quelle musikalischer Inspiration im Schaffen des Komponisten ausmachen. Daher verwundert es nicht, dass schon zu seinen Lebzeiten viele der Klavierkompositionen aus der Suite española op. 47, oder Stücke aus op. 92, wie Torre bermeja und Zambra granadina von namhaften Gitarristen wie Francisco Tárrega und Miguel Llobet für die Gitarre bearbeitet, und insbesondere in den Folgejahren durch die Schallplatteneinspielungen von Andrés Segovia und zahlreichen anderen Musikern zu einem festen Bestandteil des gitarristischen Konzertrepertoires wurden.

### Iberia
Berühmtheit sicherte sich Albéniz mit dem umfangreichen Klavierzyklus Iberia (1905–08). Diese Suite besteht aus vier Bänden mit je drei Stücken, die größte pianistische Virtuosität erfordern und gemeinhin als das Meisterwerk von Albéniz angesehen werden. „Nichts in Albéniz’ früherem Werk hätte Musik von derartiger Komplexität, Muskularität und Schwierigkeit erahnen lassen“ (Harold C. Schonberg). Die französische Pianistin Blanche Selva (1884–1943), der der zweite Band gewidmet ist, hielt das Werk zunächst für unspielbar, spielte aber dennoch alle 12 Stücke in Uraufführung. An den katalanischen Pianisten Joaquin Malats (1872–1912) schrieb Albéniz 1907: „Ich schreibe Iberia...im wesentlichen wegen Dir und für Dich“. Das von Déodat de Séverac letztlich vollendete Navarra war ursprünglich für den vierten Band geplant; Albéniz schien es dann aber „unverschämt billig“ und er komponierte stattdessen Jerez.
Der spanische Dirigent und Komponist Enrique Fernández Arbós erstellte eine Bearbeitung von fünf Stücken des Zyklus (Evocación, Fête Dieu à Séville, Triana, El Puerto, El Albaicín) zu einer Orchestersuite. Auch Ravel hatte 1928 im Auftrag von Ida Rubinstein eine Instrumentierung von sechs Stücken mit Rondeña begonnen, dann aber festgestellt, dass die exklusiven Transkriptionsrechte an Arbós vergeben waren. Als Arbós davon erfuhr, verzichtete er auf dieses Exklusivrecht, aber Ravel hatte sich bereits der Komposition des Boléro zugewandt und machte von Arbós Zugeständnis keinen Gebrauch mehr.
Die restlichen Iberia-Stücke orchestrierte in den 1950er Jahren der spanische Komponist Carlos Surinach im Auftrag der Erben von Albéniz. Von Leopold Stokowski gibt es eine Bearbeitung des Einzelsatzes El Corpus Christi en Sevilla, eine vollständige Orchesterversion des slowakischen Komponisten Peter Breiner stammt aus dem Jahr 1995.
Claude Debussy sagte über das letzte Stück aus Iberia, Eritaña: „Niemals hat die Musik so vielfältige, so farbige Impressionen erreicht; die Augen schließen sich, wie vom Anschauen zu vieler Bilder geblendet.“
Ein Faksimile dieses bedeutenden Klavierwerks gab Jacinto Torres heraus.

## Werkauswahl

### Piano solo
- Suite española op. 47 (1886)
- Cantos de España op. 232: Preludio Leyenda (identisch mit op. 47, no. 5: Asturias), Oriental, Bajo la palmera, Córdoba, Seguidillas (identisch mit op. 47, no. 7: Castilla)
- Recuerdos de Viaje op. 71: En el mar, Leyenda, Alborada, En la Alhambra, Puerta de Tierra, Rumores de la Caleta (Malagueña), En la playa
- Suite España op. 165: Preludio, Tango, Malagueña, Capricho, Serenata, Zortzico
- Doce piezas características op. 92
- Mallorca (Barcarola) op. 202
- Iberia (1905–1908)
- Navarra o. op.
- Deux morceaux caractéristiques op.164 (ca. 1889): Jota aragonesa, Tango
- 3 Improvisationen. Aufgenommen 1903

### Opern
- The Magic Opal (1893)
- Merlin – Oper in 3 Akten
- Henry Clifford – Oper in 3 Akten
- Pepita Jiménez – Lyrische Komödie in 2 Akten (1905)